# Amelia Edith Huddleston Barr

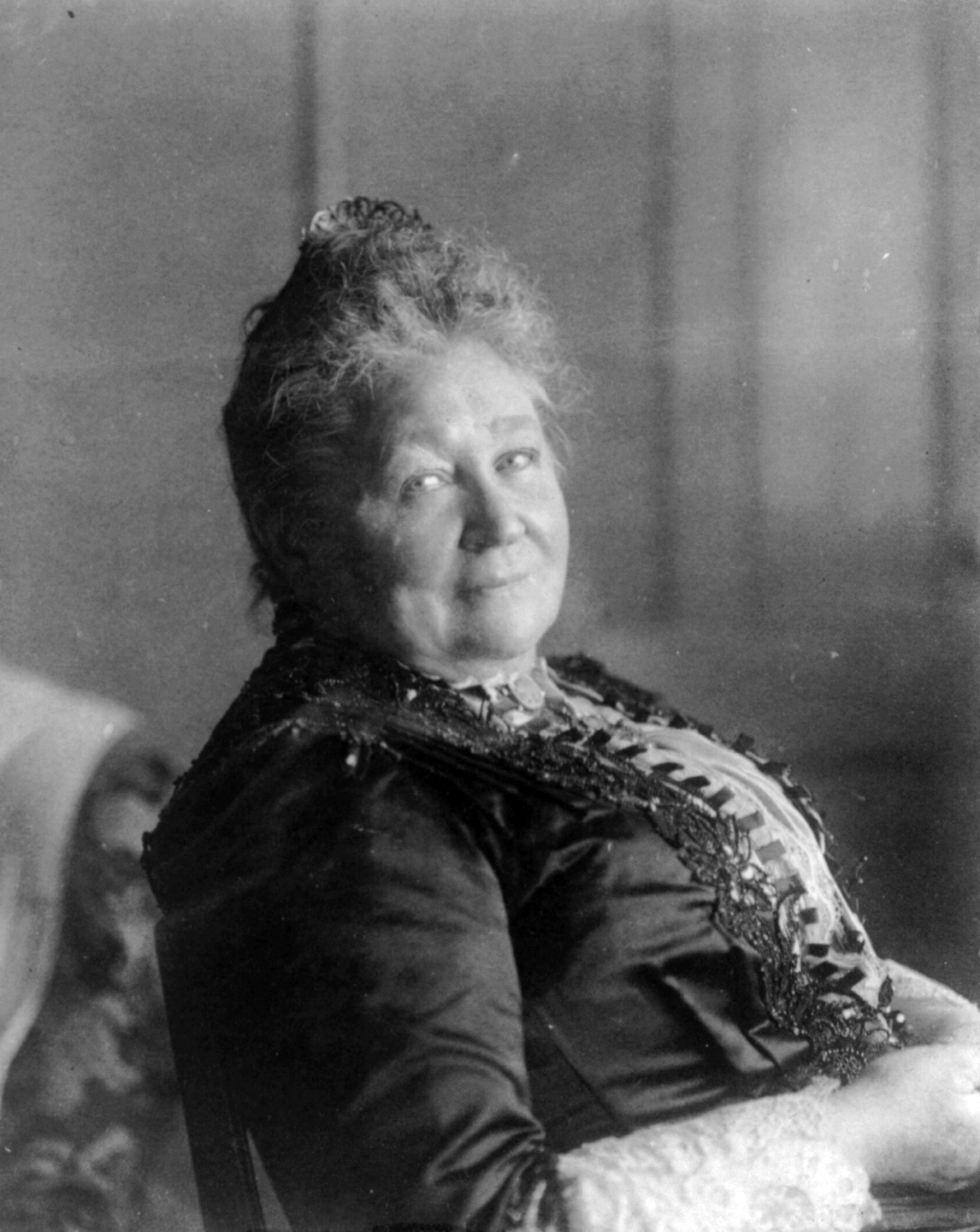
Amelia Edith Huddleston Barr (1903)

Amelia Edith Huddleston Barr (* 29. März 1831 in Ulverston, Lancashire, England, als Amelia Edith Huddleston; † 10. März 1919 in New York City), kurz Amelia E. Barr, war eine US-amerikanische Schriftstellerin.

## Leben
Amelia Edith Huddleston kam im März 1831 im nordenglischen Ulverston als Tochter eines methodistischen Pastors zur Welt. Die häufig wechselnden Dienstzuweisungen ihres Vaters führten zu einer unsteten Kindheit, wenngleich sie von ihren Eltern wenn möglich stets auf private Schulen geschickt wurde. Mit 16 Jahren begann sie, nach einer finanziellen Krise in ihrem Elternhaus als Aushilfslehrerin zu arbeiten. Ab 1849 besuchte sie David Stows Normal School in Glasgow, um sich als Lehrerin ausbilden zu lassen, beendete die Schule aber ohne Abschluss, als sie ein Jahr später den Textilkaufmann Robert Barr heiratete. Als dieser nach drei Jahren Ehe bankrott zu drohen ging, schlug Amelia Barr eine Auswanderung in die Vereinigten Staaten vor. Das Ehepaar kam 1853 in New York City an, zog 1854 nach Chicago und 1856 nach Memphis und ließ sich schließlich 1857 in Austin im US-Bundesstaat Texas nieder. Dort erlebte sie die Konsolidierung des Bundesstaates von der früheren Republik Texas hin zu einem festen Teil der Vereinigten Staaten, den Sezessionskrieg und die anschließende Phase der Reconstruction. Um das magere Einkommen der Familie aufzubessern, gründete und leitete Barr währenddessen eine eigene Mädchenschule. Parallel bekam sie mit ihrem Ehemann 13 Kindern, von denen sieben noch vor ihrem ersten Geburtstag starben. Nachdem die Familie 1866 nach Galveston gezogen war, erlagen 1867 auch zwei ältere Söhne sowie ihr Ehemann dem Gelbfieber. Ein wenig später zur Welt gekommener Sohn verstarb kurz nach der Geburt. Verwitwet blieb Barr nun mit der alleinigen Verantwortung für drei Töchter zurück.
Aus finanzieller Not heraus versuchte Barr zunächst, eine Pension in Galveston zu betreiben, zog aber schließlich im November 1868 mit ihren Töchtern nach New York City und von dort in das nahe gelegene Ridgewood in New Jersey, wo sie eine Anstellung als Gouvernante annahm. Auf Anregung ihres Chefs und ihres alten Bekannten Henry Ward Beecher begann sie 1869, kurze Artikel für verschiedene Zeitungen und Magazine zu schreiben. Ihr Debüt gab sie in Appleton’s Journal mit einem Artikel über das Texas nach dem Sezessionskrieg. Bald von diversen Verlegern und Herausgebern für ihren flüssigen Schreibstil geschätzt, konnte sie mit dem Schreiben schnell ihren Lebensunterhalt verdienen und ließ sich 1870 als freischaffende Autorin in New York City nieder. Einige Jahre später begann sie, auch Gedichte zu veröffentlichen. Insbesondere war sie in dieser Zeit für Beechers The Christian Union, den Christian Herald und den New York Ledger tätig. In der christlichen Arbeiterzeitung Working Church publizierte sie als Feuilletonroman mit Eunice Leslie ihren Debütroman. 1876 veröffentlichte sie einen ersten Band an Kurzgeschichten, gefolgt von diversen Romanen. In den folgenden drei Jahrzehnten folgten insgesamt fast 80 Romane aus ihrer Feder, durchschnittlich also mehr als zwei Romane pro Jahr. Viele dieser Bücher waren historische Romanzen und spielten in den Vereinigten Staaten oder im Vereinigten Königreich; mit Vorliebe schrieb sie über das England der Industrialisierung und die niederländische Kolonialzeit an der US-Ostküste (Nieuw Nederland). Wenngleich sie generell beim Publikum beliebt war, feierte sie ihren größten Erfolg mit ihrer 1913 veröffentlichten Autobiografie All the Days of My Life.
Barr blieb für den Rest ihres Lebens in New York wohnhaft, reiste aber regelmäßig über den Sommer nach England und Schottland. Einen Zweitwohnsitz hatte sie zudem in Cornwall-on-Hudson nördlich von New York City. Sie starb im Frühjahr 1919 im Alter von 87 Jahren im New Yorker Stadtteil Richmond Hill an einem Schlaganfall.

## Veröffentlichungen (Auswahl)
Romane
- Cluny McPherson. Dodd, Mead and Company, New York 1883.
- Jan Vedder’s Wife. Dodd, Mead and Company, New York 1885.
- The Bow of Orange Ribbon. Dodd, Mead and Company, New York 1886.
- A Daughter of Fife. Dodd, Mead and Company, New York 1886.
- Between Two Loves: A Tale of the West Riding. Harper Brothers, New York 1886.
- The Last of the Macallisters. Harper Brothers, New York 1886.
- A Border Shepherdess. Dodd, Mead and Company, New York 1887.
- The Hallam Succesion: A Tale of Methodist Life in Two Countries. Phillips & Hunt, New York 1887.
- Remember the Alamo. Dodd, Mead and Company, New York 1888.
- Feet of Clay. Dodd, Mead and Company, New York 1889.
- Friend Olivia. Dodd, Mead and Company, New York 1890.
- The Househould of McNeil. Dodd, Mead and Company, New York 1890.
- A Rose of a Hundred Leaves. Dodd, Mead and Company, New York 1891.
- Bernicia. Dodd, Mead and Company, New York 1895.
- A Knight of the Nets. Dodd, Mead and Company, New York 1896.
- King’s Highway. Dodd, Mead and Company, New York 1897.
- Prisoners of Conscience. The Century Company, New York 1897.
- I, Thou and the Other One: A Love Story. Dodd, Mead and Company, New York 1898.
- Trinity Bells: A Tale of Old New York. Illustriert von C. M. Rellyea. J. F. Taylor, New York 1899.
- The Maid of Maiden Lane. Dodd, Mead and Company, New York 1900.
- The Lion’s Whelp. Dodd, Mead and Company, New York 1901.
- Souls of Passage. Dodd, Mead and Company, New York 1901.
- A Song of a Single Note: A Love Story. Dodd, Mead and Company, New York 1902.
- The Black Shilling: A Tale of Boston Towns. Dodd, Mead and Company, New York 1903.
- Thyra Varrick. Grosset & Dunlap, New York 1903.
- The Belle of Bowling Green. Illustriert von Walter H. Everett. A. L. Burt Company, New York 1904.
- Cecilia’s Lovers. Dodd, Mead and Company, New York 1905.
- The Man Between: An International Romance. Illustriert von Frank T. Merrill. The Authors and Newspapers Association, New York 1906.
- The Heart of Jessy Laurie. Dodd, Mead and Company, New York 1907.
- The Strawberry Handkerchief: A Romance of the Stamp Act. Dodd, Mead and Company, New York 1908.
- The House on Cherry Street. A. L. Burt, New York 1909.
- The Hands of Compulsion. Dodd, Mead and Company, New York 1909.
- A Maid of Old New York: A Romance of Peter Stuyvesant’s Time. Dodd, Mead and Company, New York 1911.
- Sheila Vedder. Grosset & Dunlap, New York 1911.
- Orkney Maid. D. Appleton, New York 1918.

Kurzgeschichten
- Romances and Realities: Tales of Truth and Fancy. J. B. Ford, New York 1876.
- Mrs. Barr’s Short Stories. Robert Bonner’s Sons, New York 1892.

Lyrik
- Songs in the Common Chord. D. Appleton, New York 1919.

Autobiografie
- All the Days of My Life: An Autobiograpgy; The Red Leaves of a Human Heart. D. Appleton, New York 1913.
- Three Score and Ten: A Book for the Aged. D. Appleton, New York 1915.